# 線紋吸口魚
線紋吸口魚（學名：Moxostoma rupiscartes），為輻鰭魚綱鯉形目亞口魚科的其中一種，為溫帶淡水魚，分布於北美洲美國喬治亞州、北卡羅萊納州和南卡羅萊納州桑蒂河、阿爾塔哈馬河和查塔胡奇河上游流域，本魚體呈圓柱形，體上部是黃橄欖色或棕色，背面和側面有明顯的深色條紋，魚鰭顏色為暗橄欖色到橘色，頭部平坦或兩眼之間略凸，背鰭直或近凹形，體長可達28公分，棲息岩石或沙底質的溪流底層水域，生活習性不明。